# Lakatos Márk
| Lakatos Márk                              | Lakatos Márk                              |
| Kattints az alábbi külső linkek egyikére! | Kattints az alábbi külső linkek egyikére! |
| ----------------------------------------- | ----------------------------------------- |
| Nem található szabad kép.(?)              |                                           |

Lakatos Márk (Budapest, 1975. január 15. –) magyar stylist, médiaszemélyiség, séf, divat-, jelmez- és látványtervező, üzletember, influenszer. A színpadi show-tánc műfaját képviselő Wonderland Show Company, valamint a stílustanácsadással, stylistképzéssel és vállalati stílustréningekkel foglalkozó Lakatos Márk Group alapító-tulajdonosa.
Magyarország egyik legismertebb stylistja.
A Mercedes Benz Fashion Week Central Europe és a Gombold újra! Central Europe művészeti vezetője. Stylistként közreműködött számos nemzetközi ruházati és kozmetikai vállalat reklámjának, vezető magyar és nemzetközi magazinok divatanyagainak, továbbá jelmeztervezőként a Swing és a L’idéal című filmeknek, színházi és opera-előadásnak a létrehozásában. A filmek mellett nagy televíziós produkciók stylistja. Munkái kapcsán rengeteget utazik a világban, csapatával rendszeres közreműködője divatbemutatóknak és színpadi show-műsoroknak Madridtól Monte Carlóig.
2021-ben étterme, a Lakatos Műhely végleg bezárt, mivel a neki helyet adó Belvárosi Piac sem volt nyitva a Covid miatt az év eleje óta. Még 2021 januárban döntött úgy az V. kerületi önkormányzat, hogy bezáratja a piacot, így Márk étterme is bezárt.

## Tanulmányai
A Kispesti Károlyi Mihály Magyar–Spanyol Tannyelvű Gimnáziumban nemzetközi érettségit tett, később jogi tanulmányokat folytatott az Eötvös Loránd Tudományegyetem Állam- és Jogtudományi Karán, majd Madridban idegenforgalmat és PR-t tanult. A Pécsi Tudományegyetem esztétika szakán végzett, filmtörténet-filmesztétika szakon.

## Életpályája
2001 óta dolgozik  stylistként. Stylistként 2003-ban vált ismertté a Megasztár tehetségkutató műsor által, majd Okosabb vagy, mint egy ötödikes? vetélkedőműsorban, valamint a TV2 tizedik születésnapjára rendezett show műsorokban. Styling supervisor-ként részt vett a Sztárok a jégen produkcióban.
2007-től kezdve a Werk Akadémia tanára. A Stílus magazin művészeti vezetője. 2002-től 2008-ig a Katti Zoób divatház állandó stylistjaként dolgozott, amely munkája során többek között részt vett a divatház frankfurti és londoni divatbemutatóján. Ezen kívül az évente, a T-Com-székházban megrendezett bemutatókon stylistként dolgozott, valamint állandó kreatív munkatársként részt vett a katalógus-image-fotózásokon és a cég egyéb rendezvényein. 2004-től show rendezőként és show stylistként dolgozott az Árkád és Aréna divatheteken, a Wella, L’Oréal és Schwarzkopf trendshow-in, illetve a Canon, Legrand, Pirelli, Volkswagen stb. rendezvényein. 2003-2004 között a VIVA Televízió állandó stylistja volt. Számos reklámfilmet forgatott pl. a T-Mobile, McDonald’s, Libero, Davidoff stb. cégeknek. Közreműködött többek között a Cosmopolitan, FHM, Playboy, Elle és a milánói Grazia magazin anyagaiban. 2005 óta Ladányi Andrea koreográfus jelmeztervezője és stylistjaként dolgozik. Több előadás létrehozásában is közreműködött a nyíregyházi Móricz Zsigmond, a Szegedi Nemzeti és a budapesti Bárka színházakban. 2009-től a Stílus Magazin art directoraként dolgozik. Dolgozott az Activity vetélkedő műsorban és az RTL Klub Showder Club műsorában. 2008-ban szerepelt részt vett a Hal a tortán, a Sztárok a fejükre estek és a Sztárpoker műsorokban. 2009-ben a Viasat3 Szeretem a testem című műsorának házigazdája volt.
Rendszeresen ad ki könyveket. Első könyve Stílusterápia címmel jelent meg 2011-ben.
Spanyol és francia nyelvből felsőfokú nemzetközi nyelvvizsgával rendelkezik, angolul középszinten beszél. Nyíltan vállalja, hogy meleg.
2020-ban újraindította YouTube-csatornáját divat, utazás, gasztro és lifestyle témában.
2024 októberében Ábrahám Róbert internetes személyiség YouTube-videójában egy korábban intézetis férfi azt állította, a bulvárceleb és stylist még évekkel ezelőtt szexuális kapcsolatba került vele, pedig akkor még csak 15 éves volt. Ábrahám feljelentést tett, amely alapján emberkereskedelem bűntettének gyanújával ismeretlen tettes ellen nyomozást rendelt el a Budapesti Rendőr-főkapitányság (BRFK). Lakatos Márk a videóra Instagram-oldalán reagált, amelyben a vádakat visszautasítja, és biztosítja, hogy a nyomozásban teljes mértékben együttműködik a hatóságokkal.

## Színházi munkái
- A bolyongó
- A varázsfuvola
- BL
- Gasztrobalett
- Kabaré
- Kőműves Kelemen
- Piaf
- Prospero Terminal
- Szeress.com
- Szeretsz engem?
- Trio
- tunde@csongor.hu
- Vihar
- 2 solo 1 duet

## Filmográfia

### Film
| Év   | Cím                          | Szerep  | Megjegyzés               |
| ---- | ---------------------------- | ------- | ------------------------ |
| 2010 | The Story of F***            | N/A     | jelmeztervező            |
| 2014 | Swing                        | stylist | stylist és jelmeztervező |
| 2016 | L'idéal                      | N/A     | jelmeztervező            |
| 2016 | A néma tüntetés              | önmaga  |                          |
| 2017 | Aurora Borealis: Északi fény | N/A     | stylist                  |

### Televízió/Web

#### Sorozat
| Év   | Cím               | Szerep          | Megjegyzés                                                                                           |
| ---- | ----------------- | --------------- | --- |
| 2011 | Csalfa karma      | önmaga          | Visszatérő – 8 epizód stylist – 20 epizód                                                            |
| 2015 | Tévéország        | önmaga          | televíziós film                                                                                      |
| 2016 | Tömény történelem | önmaga          | narrátor; epizód: „Fejetlenség a Hunyadi családban – Hunor, Magor és a szivárványszínű csodaszarvas” |
| 2017 | TEDxDanubia       | önmaga (előadó) | vendég; epizód: „Öltözködés, a szavak nélküli nyelv”                                                 |
| 2019 | BrodaPest         | önmaga          | vendég; epizód: „EZ A RUHA…?! \| LAKATOS MÁRK ELMONDJA A VÉLEMÉNYÉT!”                                |
| 2020 | Bátrak földje     | Duránczi Laborc | vendég; epizód: „1. évad 69. rész”                                                                   |

#### Műsor
| Év         | Műsor                            | Szerepkör          | Csatorna                       | Megjegyzés                                                                        |
| ---------- | -------------------------------- | ------------------ | ------------------------------ | --------------------------------------------------------------------------------- |
| 2003–2006  | Megasztár                        | stylist            | TV2                            | 62 epizód                                                                         |
| 2006       | Megatánc                         | stylist            | TV2                            |                                                                                   |
| 2006–2007  | Sztárok a jégen                  | styling supervisor | TV2                            | 138 epizód                                                                        |
| 2007       | Okosabb vagy, mint egy ötödikes? | stylist            | TV2                            | 16 epizód                                                                         |
| 2008       | Showder Klub                     | stylist            | RTL Klub/Cool/RTL II           | 212 epizód                                                                        |
| 2008       | Szexi vagy nem                   | zsűritag           | VIVA                           |                                                                                   |
| 2008       | A sztárok a fejükre estek        | játékos            | TV2                            | 10. helyezés                                                                      |
| 2009       | Sztárpoker                       | szereplő           | TV2                            |                                                                                   |
| 2010       | Szeretem a testem                | műsorvezető        | Sony Max                       | 25 epizód                                                                         |
| 2010       | 10 év 10 nap alatt               | műsorvezető        | Sony Max                       | 8 epizód                                                                          |
| 2011       | Széptestben                      | szereplő           | Viasat 3                       | fő; 10 epizód                                                                     |
| 2012       | Én is szép vagyok                | műsorvezető        | TV2                            | 24 epizód                                                                         |
| 2012–2017  | Mokka                            | szereplő           | TV2                            | vendég; 10 epizód                                                                 |
| 2013       | A nagy duett                     | versenyző          | Super TV2                      | 8 epizód; Bangó Margittal lépett színpadra                                        |
| 2013       | Divatikon                        | szereplő           | Divatikon                      | vendég; epizód: „Lakatos Márk és Kajdi Csaba a felhozatalról a Glamour díjátadón” |
| 2013       | Én is karcsú vagyok              | műsorvezető        | FEM3                           | Dr. Tóth Tamással vezette                                                         |
| 2013       | Shopping Királynők               | műsorvezető        | FEM3                           | 100 epizód                                                                        |
| 2013       | Sztárban sztár                   | zsűritag           | TV2                            | 8 epizód                                                                          |
| 2013       | Pimasz úr ottalszik              | szereplő           | Super TV2                      | vendég; epizód: „1. rész”                                                         |
| 2013–2016  | Aktív                            | szereplő           | TV2                            | Visszatérő; 13 epizód                                                             |
| 2014–2017  | Kasza!                           | szereplő           | TV2                            | vendég; epizód: „2. rész”                                                         |
| 2014–2017  | NaNee!                           | szereplő           | TV2                            | vendég; 4 epizód                                                                  |
| 2014–2017  | Hal a tortán                     | versenyző          | TV2                            | 33 epizód                                                                         |
| 2014–2017  | Napló                            | szereplő           | TV2                            | vendég; epizód: „2014-10-11”                                                      |
| 2016       | DTK: Elviszlek magammal          | szereplő           | WMN Magazin                    | vendég; epizód: „Lakatos Márk”                                                    |
| 2016       | FEM3 Café                        | szereplő           | FEM3                           | vendég; epizód: „2016-04-21”                                                      |
| 2017       | Extrém Activity                  | stylist            | TV2                            |                                                                                   |
| 2017       | Sikítófrász                      | műsorvezető        | Viasat 3                       |                                                                                   |
| 2017       | Feleségek luxuskivitelben        | szereplő           | Viasat 3                       | Vendég; 2 epizód                                                                  |
| 2017       | Stíluspárbaj Lakatos Márkkal     | műsorvezető        | Viasat 3                       |                                                                                   |
| 2017       | A Konyhafőnök VIP                | versenyző          | RTL Klub                       | a 4. helyezést érte el                                                            |
| 2017–2020  | Bóta Café                        | szereplő           | FIXTV HUNGARY                  | vendég; 2 epizód                                                                  |
| 2017       | Alinda                           | szereplő           | Hír TV                         | vendég; epizód: „Lakatos Márk”                                                    |
| 2018       | Fashion Days                     | szereplő           | Fashion Days Hungary           | 11 epizód                                                                         |
| 2018–2022  | Reggeli                          | műsorvezető        | RTL Klub                       |                                                                                   |
| 2019       | Utazás a lelked körül            | szereplő           | LifeTV                         | vendég; epizód: „Lakatos Márk”                                                    |
| 2019–jelen | Fókusz                           | szereplő           | RTL Klub                       | 12 epizód                                                                         |
| 2019       | Lakáskultúra                     | szereplő           | Lakáskultúra                   | vendég; epizód: „Szenvedélye a költözés”                                          |
| 2019       | #Bochkor                         | szereplő           | ATV                            | vendég; epizód: „2019-06-07”                                                      |
| 2020       | Laikus                           | szereplő           | Laikus                         | vendég; epizód: „Lakatos Márk”                                                    |
| 2020       | Lélekközösség korona idején      | szereplő           | lélekközösség peller mariannal | vendég; epizód: „Lakatos Márk, Peller Mariann”                                    |
| 2020       | 1KANAPÉN                         | szereplő           | ZSHOW time                     | vendég; epizód: „1KANAPÉN Lakatos Márkkal”                                        |
| 2020       | Összezárva Hajdú Péterrel        | szereplő           | LifeTV                         | vendég; epizód: „26. adás”                                                        |
| 2020       | Celebcella                       | játékos            | Viasat 6                       | fő; 5 epizód; 1. évad                                                             |
| 2021       | PartizánPOP                      | szereplő           | Partizán                       | vendég; epizód: „Interjú Lakatos Márkkal”                                         |
| 2021       | MrsDevilShow                     | szereplő           | MrsDevilShow                   | vendég; 2. évad; epizód: „S02E05”                                                 |
| 2021       | Reggeli                          | szereplő           | RTL Klub                       | vendég; epizód: „2021-08-30”                                                      |
| 2021       | Mivanaveled Show                 | szereplő           | MIVANAVELED SHOW               | vendég; epizód: „LAKATOS MÁRK”                                                    |
| 2021       | SZTÁRÖLTÖZŐ Lakatos Márkkal      | műsorvezető        | Creator TV                     | 20 epizód                                                                         |
| 2021       | Konyhanyelv                      | műsorvezető        | Index.hu                       | 5 epizód                                                                          |
| 2021       | Lakáskultúra                     | műsorvezető        | Lakáskultúra                   | 3 epizód                                                                          |
| 2022       | A kezdetek                       | szereplő           | Szabó Péter                    | Az ember identitása saját maga – Lakatos Márk és Szabó Péter beszélgetése         |
| 2022       | Mutasd a könyvespolcod!          | szereplő           | Szabados Ági                   | vendég; epizód: „LAKATOS MÁRK”                                                    |

### Rádió

#### Műsor
| Év   | Műsor                          | Szerepkör   | Rádió      | Megjegyzés                                      |
| ---- | ------------------------------ | ----------- | ---------- | ----------------------------------------------- |
| 2005 | Ismeretlen                     | műsorvezető | Rádió Café |                                                 |
| 2020 | Lélekközösség Peller Mariannal | szereplő    | Sláger FM  | vendég; epizód: „Szép testben szép lélek”       |
| 2020 | Világtalálkozó                 | szereplő    | Klubrádió  | vendég; epizód: „Bárándy Péter és Lakatos Márk” |
| 2021 | Port cast                      | szereplő    | Port hu    | vendég; epizód: „Lakatos Márk”                  |
| 2022 | Szavakon túl                   | szereplő    | Klubrádió  | vendég; epizód: „Lakatos Márk”                  |

### Videoklip
| Év   | Cím          | Szerep                   | Művész                                 |
| ---- | ------------ | ------------------------ | -------------------------------------- |
| 2021 | Élni hívlak! | szórakozó férfi (önmaga) | Hrutka Róbert közreműködik Molnár Áron |

## Könyvei
- Stílusterápia. Kreatív divattréning nőknek; Alexandra, Pécs, 2011
- Te & Én – Divat- és stíluskalauz (2013)
- Stíluskalendárium, Alexandra Kiadó (2014)
- A nő hétszer, Alexandra Kiadó (2016)
- Márk konyhája. 60 stílusos recept randira, partira, vagy amit akartok; recept Horvát Sára; Bookline, Budapest, 2018
- 52 stílusos hét, 2019; Lizzy Card Papír Kft., Budapest–Fót, 2019
- Mimi (regény) – Open Books (2023)

## Blog
| Év         | Cím       | Csatorna    | Megjegyzés |
| ---------- | --------- | ----------- | ---------- |
| 2020–jelen | MARK&MORE | MARK & MORE |            |

## Díjai
- Az Év Stylistja (2004, 2010)
- A nagy duett – 2. helyezés (2013)
- Magyar Esélyegyenlőségi Díj (2023)